# Susuzluq
Susuzluq (eingedeutscht Sususlug) ist ein Dorf im Rayon Kəlbəcər von Aserbaidschan.

## Geographische Lage und Geschichte
Das Dorf liegt im äußersten Norden der Provinz Kəlbəcər am Fuße der gleichnamigen Bergkette auf einer Höhe von 2846 Metern.
Gemäß der Verwaltungsgliederung der Aserbaidschanischen SSR lebten in der Ortschaft am 1. Januar 1933 etwas mehr als 300 Menschen, alle Aserbaidschaner. Ethnografischen Angaben aus den 1960er Jahren zufolge war Susuzluq von Eymür oder Ayrum, einer ethnischen Untergruppe der Aserbaidschaner bewohnt.
Im Zuge des Ersten Bergkarabachkrieges (1992–1994) wurde Susuzluq Anfang April 1993 von armenischen Streitkräften militärisch besetzt und die Bewohner vertrieben. Auf Grundlage der Waffenstillstandsvereinbarung zwischen Armenien, Aserbaidschan und Russland über die Beendigung des Kriegs um Bergkarabach erfolgte am 25. November 2020 die Rückgabe eines Großteils der Provinz Kəlbəcər, darunter auch von Susuzluq an Aserbaidschan.

## Todesfälle durch Minen
Am 4. Juni 2021 waren Journalisten der staatlichen Nachrichtenagentur Aserbaidschans (AZERTAC) und des Fernsehsender AzTV in der Provinz Kəlbəcər, um dort Dreharbeiten durchzuführen. In der Nähe von Susuzluq fuhr das Kamaz-Fahrzeug mit Journalisten und ihrer Begleitung an Bord auf eine Panzerabwehrmine und explodierte. Die Journalisten Siradsch Abischow und Maharram Ibrahimow sowie Arif Aliyev, stellvertretender Leiter der Exekutive von Kəlbəcər, kamen dabei ums Leben. Vier weitere Insassen erlitten Verletzungen unterschiedlicher Schweregrades. Aliyev war gebürtig aus Susuzluq und musste im Zuge der armenischen Eroberung Anfang der 1990er Jahre zusammen mit seiner Familie fliehen.